# 矢吹春奈
矢吹 春奈（やぶき はるな、本名：阿部 真理子（あべ まりこ）、1984年12月18日 - ）は、日本の女優、タレント、元グラビアアイドルである。旧芸名：阿部 真里（あべ まり）。
元アービング所属。カロスエンターテイメントとは業務提携していた。

## 略歴
15歳の時に渋谷でスカウトされ、リップに所属した。17歳でグラビアデビューし、2003年、伊藤あい、桜木睦子、根本はるみと共にテレ朝エンジェルアイ2003に選ばれ、その後2005年から2007年まで3年連続で太陽石油のイメージガールを務めた。
2007年、テレビ東京系『美少女戦麗舞パンシャーヌ 奥様はスーパーヒロイン!』の新庄由美子役で主演。オープニング曲も担当した。
2009年3月、芸能活動を一時休止、6月からアメリカのロサンゼルスに語学留学をしていた。2010年5月に芸名を阿部真里へ改名、アクション女優として再出発することを発表した。この頃より、アービングに所属する。2013年1月に芸名を再び矢吹春奈へ戻す。その後、事務所のホームページからは名前が削除され退所し、アメリカのLAに移住している。
2025年3月、不妊治療を経て妊娠したことを発表した。4月25日、第1子男児を出産。

## 人物
- 過去に「完売クイーン」「完売グラドル」と呼ばれ、「矢吹春奈が登場した雑誌は直ぐ売り切れた」というエピソードを持つ。
- 趣味は映画鑑賞、絵を描くこと、乗馬で、特技はバドミントン。
- 姉がいる[8]。
- ペットとしてヘビを飼っている。ニシキヘビの一種、ボールパイソンという種類で、名前は「スカル」。
- 母親はかつてフォークグループ「ペニー・レイン」のボーカルであった。[9]
- 2011年、3代目サガミオリジナル002宣伝大使に就任[10]。

### エピソード
- 番組の取材でイタリアのACミランのクラブハウスに入った際、矢吹はスター選手であるMFカカ、DFマルディーニらレギュラー選手ほぼ全員からサインをもらった。サインしてもらった物はマルディーニプロデュースのロングTシャツであった。なおこのTシャツは2008年12月に『浜ちゃんが!』（読売テレビ）の番組中にチャリティーオークションで出品された[11]。

## 出演

### テレビ番組
- めざましテレビ「早耳トレンドNo.1」（2003年4月 - 7月、フジテレビ）
- セレクションX（2003年4月 - 6月、テレビ朝日）
- プレミアの巣窟（2005年4月 - 9月、フジテレビ）
- オールスター感謝祭（2005年10月 - 2008年9月）
- 懸賞伝説（2006年1月 - 12月、テレビ東京）
- MAXハニー（2006年5月 - ?。奈良テレビ）
- 志村けんのバカ殿様 （2008年1月 - ?。フジテレビ） - 腰元 役
- 音リコ! （ - 2008年3月、読売テレビ）
- MMM （2008年4月 - 9月、読売テレビ）
- ぜひもの (2008年10月4日 - ?。毎週土曜昼、BS朝日) - MC
- 極楽満喫!グラドル温泉（MONDO21）
- 原口あきまさの今がぱちドキッ!（2011年、TOKYO MX）
- 爆!爆!爆笑問題（2011年7月28日、TBS）
- P-1 パチとも倶楽部（2013年3月21日、テレビ大阪）
- 大人の子守唄（2013年4月5日、サンテレビ）
- 極上空間（2013年6月1日、BS朝日）
- 今夜くらべてみました（2014年8月19日、日本テレビ）
- ダイアモンド☆ユカイのThe MONDO Times（MONDO TV）[12]
- 古舘トーキングヒストリー 〜幕末最大の謎 坂本龍馬暗殺、完全実況〜（2019年1月5日、テレビ朝日） - お登勢 役

### テレビドラマ
- ヴァンパイアホスト（2004年4月18日・25日、テレビ東京） - 奥村マヤ 役
- エンジン（2005年4月 - 6月、フジテレビ） - レースクイーン・ミキ 役
- 恋のから騒ぎドラマスペシャル・「ひきこもり女」（2005年9月21日、日本テレビ）
- 着信アリ（2005年10月 - 12月、テレビ朝日） - 丸山ナオコ 役
- 下北GLORY DAYS（2006年4月 - 7月、テレビ東京） - 岡崎カオル 役
- ダンドリ娘（2006年6月 - 8月、フジテレビ） - マリ子 役
- CAとお呼びっ!（2006年7月 - 9月、日本テレビ） - 今井樹里 役
- 占い師 天尽（2006年1月 - 3月、中部日本放送/goo配信） - 琴美 役
- 美少女戦麗舞パンシャーヌ 奥様はスーパーヒロイン!（2007年4月 - 6月、テレビ東京） - 新庄由美子 役
- 死ぬかと思った Case01「天使と悪魔」（2007年4月7日、日本テレビ） - 中澤美香 役
- 新宿スワン（2007年8月 - 9月、テレビ朝日） - 長谷川裕香 役
- 黒い太陽'07スペシャル（2007年9月21日、テレビ朝日）
- キミ犯人じゃないよね?（2008年5月23日 テレビ朝日）7話 - 野田はるか 役
- 恋のから騒ぎ 〜Love StoriesⅤ〜「葬儀屋の女」（2008年10月10日、日本テレビ）
- 夢をかなえるゾウ(男の成功篇)（2008年10月2日 ‐ 12月25日、読売テレビ) - 藤波マヤ役
- 特命係長 只野仁 第37話 女子プロボウラー 殺しのストライク（2009年2月19日‐、テレビ朝日) - 増川奈緒子 役
- さよなら、アルマ（2010年12月18日、NHK総合） - 川上健太の母親 役
- 美人探偵M 第12 - 13話 (2012年2月26日/3月4日、TOKYO MX) - 春日マリコ 役
- 家族八景 Nanase,Telepathy Girl's Ballad 第7話（2012年3月6日、毎日放送） - 遠藤恵理 役
- 匿名探偵 最終話（2012年12月7日、テレビ朝日) - 片岡エリカ 役
- ラッキーセブンSP（2013年1月3日、フジテレビ) - 婦人警官 役
- ビブリア古書堂の事件手帖（2013年2月11日、フジテレビ) - 第5話ゲスト出演
- 「DAM★ともチャンネル ニコニコ生放送」MC（2013年2月〜4月)
- 特捜最前線2013〜7頭の警察犬〜（2013年9月29日、テレビ朝日） - 岩間桐江 役
- 鉄子の育て方 第11 - 最終話（2014年6月16日、23日、名古屋テレビ） - 手老善子 役
- ST 赤と白の捜査ファイル 第1話（2014年7月16日、日本テレビ） - 渕田仁美 役
- このミステリーがすごい! ベストセラー作家からの挑戦状「カシオペアのエンドロール」（2014年12月29日、TBS） - 加茂泉 役
- 水曜ミステリー9「警視庁強行犯係・樋口顕2」（2015年8月26日、テレビ東京） - 児島美智代 役
- 土曜ワイド劇場「西村京太郎トラベルミステリー66」（2016年7月2日、テレビ朝日） - 長田かおり 役
- 森村誠一ミステリースペシャル 終着駅シリーズ35『鬼子母の末裔』（2019年11月3日、テレビ朝日） - 根本佳枝 役

WEBドラマ
- 日産自動車WEB SHORT MOVIE「NICE」（2005年12月）
- ヒーロー特撮生ドラマ「弾幕ヒーロー ニコバスターズ」（2014年7月19日・20日、2015年7月18日・19日、ニコニコ生放送） - 銀座さん（ニコゴールド） 役
- 楽天オーネット×関西テレビ スペシャルWEBドラマ「どうせ、運命の恋」（2019年1月9日 - 24日） - 今野夏美 役

### ラジオ番組
- ラジオチャリティーミュージックソン（2003年12月24 - 25日、KBCラジオ）
- ゴチャ2水曜日（2006年4月12日 - 9月27日。MBSラジオ）
- ゴチャ・まぜっ!月曜日（2007年1月15日 - 2007年10月1日。MBSラジオ）
- 阿部真里の興味しんしん（2011年1月4日 - 2012年6月26日。火曜22:30 - 23:00。アール・エフ・ラジオ日本）

### 映画
- この胸いっぱいの愛を（2005年10月） - 空港の受付係 役
- 秘密潜入捜査官 ハニー&バニー（2007年） - ハニー 役
- COOL GIRLS クールガールズ（2009年） - 美神マコ 役
- くノ一忍法帖 影ノ月（2011年） - 砂子剣 役
- 怒りの鉄拳 レディ・ドラゴン（2012年） - 美麗 役
- 桜蘭高校ホスト部（2012年） - 須王家の秘書 役
- 同じ星の下、それぞれの夜（2013年） - 杉本充子 役
- 凶悪（2013年）
- ハニー・フラッパーズ（2014年） - サキ 役
- 呪怨 -ザ・ファイナル-（2015年） - 化粧している女 役
- 日本で一番悪い奴ら (2016年) - 田里由貴 役
- 星くず兄弟の新たな伝説（2018年） - ムーンエンジェルズ 役

### Vシネマ
- 秘密潜入捜査官 ハニー&バニー（2007年12月、東映ビデオ） - 主演・HONEY 役
- 最強極道伝説 極鬼（2011年、オールインエンタテインメント）
- 脱獄ドクター いのち屋エンマ（2012年9月、オールインエンタテインメント）
- 彷徨う侠たち（2012年） - 蒼龍会会長蒼井の妻(裕一の姉) 役
- 組長強奪計画（2013年） - ダイヤ 役
- ザ・闇金融道1,2（2013年）全2作 - イズミ 役
- 最強極道伝説 極鬼2（2013年、オールインエンタテインメント）
- 不動の仁義（2013年） - 中田(野沢組組員)の女
- 宇宙刑事シャリバン NEXT GENERATION（2014年10月10日発売、東映ビデオ） - アイリーン 役

### CM・キャンペーン・イメージガール
- スパワールド「スパプー」5周年記念（2002年7月 - 9月）当時、同じ事務所の小向美奈子と共演。
- 日本マクドナルド「福来る篇」（2003年2月23日 - 3月22日）
- グッドウィル「モバイト・ドット・コム」
  - 「欲しい物は働いて買う篇」、「スケジュール篇」（2003年4月 - ）
  - 「勝負服篇」、「ドタキャン篇」（2004年1月 - ）
- パルコ水着キャンペーンガール（2004年）
- テレ朝エンジェルアイ（2003年4月 - 2004年3月）
- SOLATOイメージガール（2005年 - 2007年）
- 三洋物産CRスーパーわんわんパラダイス（SANYO）（2007年5月 - ）
  - ラブちゃんのダルマさんが転んだ篇
  - ラブちゃんの大縄跳び篇
  - WEB限定CM有り
- アメリカンファミリー生命保険会社（2014年5月 - ）
  - ブラックスワンのささやき まさかのブラックスワン レディース篇

### 舞台
- ケンコー全裸系水泳部 ウミショー（2007年8月2日 - 8日、スペース・ゼロ） - 織塚桃子 役
- ベニバラ兎団 Vol.8.「Bio 9 -バイオナイン-」（2011年9月16日〜9月19日、新宿シアターモリエール）
- 「ドブ、ギワギワの女たち」（2013年3月29日 - 4月1日、AiiA Theater Tokyo）
- 「男女7...8人婚活物語」（2013年6月4日 - 6月9日、Woody Theatre中目黒）

### ゲーム
- METAL GEAR SOLID 3 SUBSISTENCE（2005年、コナミ）

### 携帯サイト
- アイドルがイッパイ （アイパイ）

### その他
- 月刊チャージャー（Yahoo! JAPAN PR企画、2006年4月1日 - 4月30日）

## 作品

### 写真集
矢吹春奈 名義
- 春夏（2002年10月、バウハウス、撮影：木村智哉）ISBN 978-4894619210
- いっぱいラブ（2003年8月、ワニマガジン社、撮影：斉木弘吉）ISBN 978-4898298879 ※共演：桜木睦子、根本はるみ、伊藤あい
- PRIVATE BEACH（2004年3月、ぶんか社、撮影：松田忠雄）ISBN 978-4821126088
- 矢吹の風（2005年6月、ワニブックス、撮影：西田幸樹）ISBN 978-4847028694
- 月刊 矢吹春奈（2006年1月、新潮社、撮影：カワキタマキ）ISBN 978-4107901552
- 密密（2006年12月、竹書房、撮影：鯨井康雄）ISBN 978-4812429594
- X（2007年8月、ワニブックス、撮影：渡辺達生）ISBN 978-4847040313
- 春奈（2016年5月、講談社、撮影：篠山紀信）ISBN 978-4062201667 [13]

阿部真里 名義
- S‐脱・矢吹春奈（2010年12月、彩文館出版、撮影：鯨井康雄）ISBN 978-4775604953
- サヨナラ、矢吹春奈（2011年12月8日、講談社、撮影：松田忠雄）ISBN 978-4063528275

### トレーディングカード
- 矢吹春奈オフィシャルカードコレクション（2004年9月、さくら堂）

### ポスター・カレンダー
- 矢吹春奈2003年度カレンダー（2002年10月、双葉ネットワークス）
- テレ朝エンジェルアイ2003（2003年10月、オーガニック）
- テレ朝エンジェルアイ2004年度ポスターカレンダー（2003年9月、大日本印刷）
- パルコ水着キャンペーンガールポスター（2004年4月 - 8月）

### Video & DVD
- テレ朝エンジェルアイ2003 HARUNA系南の島日記（2003年7月、エイベックス）
- 19の瞬間（とき）（2004年3月、ラインコミュニケーションズ）
- Glitter（2004年9月、ラインコミュニケーションズ）
- チャンピオンゴールドセレクション「if...」（2005年1月、アートポート）
- 矢吹春奈 DVDBOX（2005年2月、ラインコミュニケーションズ）
  - 「19の瞬間（とき）」と「Glitter」に、未公開映像を収録したDVDを加えて3枚組のDVD-BOXとして発売。
- Atmoic Diamond（2005年4月、ポニーキャニオン）
- Lady Iris（2005年8月、竹書房）
- ぬくもり（2005年12月、フォーサイド・ドット・コム）
- コラボレーションBOX〜premiere（2006年2月、さくら堂）
- WILD THING（2006年4月、ワニブックス）
- cheerful（2006年8月、ジャパンホームビデオ）
- a close relationship（2006年12月、竹書房）
- supreme bliss（2007年4月、フォーサイド・ドット・コム）
- Flare－フレア－（2007年11月、ラインコミュニケーションズ）
- 矢吹春奈ドキッ!メンタリー ~ハルナのグラビア鉄道の旅~（2008年10月、角川エンタテインメント）[14]
- クライマックス（2009年3月、ラインコミュニケーションズ）
- 阿部真里 S〜脱・矢吹春奈〜（2010年11月、グラッソ）

### CD
- Let me love you（2006年4月、ガールズレコード）
- Happiness & Tenderness（2007年4月、インデックスミュージック）

美少女戦麗舞パンシャーヌ 奥様はスーパーヒロイン!オープニングテーマ